# الجاهلي (مبين)

تعديل مصدري - تعديل

الجاهلي هي إحدى قرى عزلة الجبر بمديرية مبين التابعة لمحافظة حجة، بلغ تعداد سكانها 289 نسمة حسب تعداد اليمن لعام 2004.